# Parodia nigrispina
Parodia nigrispina är en kaktusväxtart som först beskrevs av Karl Moritz Schumann, och fick sitt nu gällande namn av F.H. Brandt. Parodia nigrispina ingår i släktet Parodia och familjen kaktusväxter. Inga underarter finns listade i Catalogue of Life.